# كلية كولومبيا للأعمال
كلية كولومبيا للأعمال (بالإنجليزية: Columbia Business School)‏ هي كلية أعمال، تأسست في 1916، في الولايات المتحدة.